# A Moment's Peace
A Moment's Peace è un album in studio del chitarrista jazz statunitense John Scofield, pubblicato nel 2011.

## Tracce
Tutte le tracce sono state scritte da John Scofield, eccetto dove indicato.

1. Simply Put – 5:30
2. I Will (John Lennon, Paul McCartney) – 3:16
3. Lawns (Carla Bley) – 6:32
4. Throw It Away (Abbey Lincoln) – 6:05
5. I Want to Talk About You (Billy Eckstein) – 7:56
6. Gee, Baby, Ain't I Good to You (Andy Razaf, Don Redman) – 5:01
7. Johan – 5:11
8. Mood Returns – 4:27
9. Already September – 5:33
10. You Don't Know What Love Is (Gene De Paul, Don Raye) – 6:00
11. Plain Song – 5:01
12. I Loves You Porgy (George Gershwin, Ira Gershwin) – 3:59

## Formazione
- John Scofield – chitarra
- Larry Goldings – piano, organo
- Scott Colley – basso
- Brian Blade – batteria